# Päijätsalo
Päijätsalo est une île du lac Päijänne à Sysmä en Finlande,.

## Géographie
L'île mesure 2,4 kilomètres de long, 1,8 kilomètre de large et a une superficie de 2,7 kilomètres carrés.
Elle est à 92 mètres d'altitude.
Sur le point le plus élevé de Päijätsalo , le mont Kammiovuori qui s'élève à 221 m,  on a construit en 1899 une tour d'observation, d'où s'ouvre un panorama sur le Päijänne.
La tour d'observation a été rénovée en 2019.
L'île de Päijätsalo de 300 hectares appartient partiellement au parc national du Päijänne.
Le mont Kammiovuori et les pentes ouest de l'île appartiennent au parc national du Päijänne.

## Réserve naturelle
L'île possède deux réserves naturelles. L'une est une zone protégée de 21 hectares, qui fait partie du parc national du Päijänne, et l'autre est une parcelle forestière de 10 hectares protégée par la coopérative du Päijänne à travers le programme Metso.
La première zone protégée a été créée en 1985 et est maintenant protégée par la loi sur la conservation de la nature. Elle est gérée par le Metsähallitus et fait partie du réseau Natura 2000 (21 hectares, F10363001).
Un sentier pédestre de 4,1 km de long a été aménagé et balisé sur l'île, et en partie également dans la zone protégée. Sur le rivage de l'île, dans la péninsule Pyydysniemi, il y a un site de feu de camp avec du bois de chauffage.